# بازگشت به باتاآن
بازگشت به باتاآن (انگلیسی: Back to Bataan) فیلمی است دربارهٔ وقایعی است که پس از نبرد باتاآن (۱۹۴۱–۴۲) در جزیره لوزون در فیلیپین اتفاق افتاد.